# الکساندر ماسلوف
الکساندر ماسلوف (روسی: Алекса́ндр Влади́мирович Ма́слов؛ زادهٔ ۲۵ دسامبر ۱۹۶۹) بازیکن سابق فوتبال و مربی فوتبال اهل روسیه است. او به عنوان مهاجم برای باشگاه‌های حرفه‌ای روسیه، اسپانیا و سوئیس، به ویژه برای باشگاه روستوف بازی می‌کرد.